# Christopher Wadman
Christopher Jöransson Wadman, döpt 26 september 1656 i Vadstena, död 23 april 1689 i Vadstena. Han var en svensk stadsnotarie och borgmästare i Vadstena stad.

## Biografi
Wadman var son till borgaren Jöran Svensson (1624–1668) och Engel Christophersdotter Neunkirch.
Han blev 3 juni 1678 stadsnotarie i Vadstena stad. Den 13 december 1686 blev han borgmästare där. Wadman avled 23 april 1689 i Vadstena och begravdes 28 april samma år.

### Familj
Wadman gifte sig 22 juni 1678 i Vadstena med Margareta Pedersdotter Talén (1658-1742). Hon var dotter till kyrkoherden Petrus Gotschalci Schedviensis och Karin Månsdotter. De fick tillsammans barnen barn (1678-1678), Nathan (1679-1683), Per (1681-1681), Jöran (1683-1683), Johan (född 1684), Christopher (1686-1766) och Per Gideon (1688-1760).